# Taxa de natalitat
La taxa de natalitat és una taxa utilitzada en demografia per a indicar el nombre de nascuts vius durant un any per cada mil habitants d'una població concreta.
La fórmula utilitzada per al seu càlcul és la següent:
| Taxa de natalitat = (Nascuts vius / Població total) x 1000 |
| ---------------------------------------------------------- |

Així, per exemple, segons dades de l'Institut d'Estadística de Catalunya (IDESCAT), el Principat de Catalunya tenia el 2002 una població de 6.506.440 habitants i registrà, el mateix any, un total de 68.315 naixements d'infants vius. La taxa de natalitat catalana - que per cert, és una de les més baixes del món - es calcularia de la següent manera:
| Taxa de natalitat = (68.315 / 6.506.440) x 1000 Taxa de natalitat = 10,5 ‰ |
| -------------------------------------------------------------------------- |

La taxa de natalitat és sovint considerada un bon indicador del grau de desenvolupament d'un país. Així, una taxa de natalitat inferior o pròxima al 10‰ és tradicionalment característica d'un país ric, mentre que en els països en vies de desenvolupament la taxa de natalitat acostuma a ser molt més alta podent-se acostar, fins i tot, al 50‰. Darrerament però, hom troba excepcions a tots dos extrems, amb països desenvolupats que han incrementat la seva taxa de natalitat bé per la immigració, bé per polítiques natalistes que la incentiven, i països pobres que presenten taxes de natalitat molt baixes.
Aquesta tendència, doncs, pot tendir a imitar la que ja es donà amb les taxes de mortalitat, que històricament havien estat també força més elevades en països pobres, però que s'estan igualant en les darreres dècades. Aquesta circumstància explica el fenonem de la transició demogràfica pel qual hom preveu que els països pobres acabaran tenint un comportament demogràfic similar al dels rics.

La taxa de natalitat al món